# واتارو تاناكا
واتارو تاناكا (باليابانية: 田中 渉) (مواليد 23 سبتمبر 2000) هو لاعب كرة قدم ياباني.

## وصلات خارجية
- واتارو تاناكا على موقع رابطة كرة القدم اليابانية للمحترفين (اليابانية)
- واتارو تاناكا على موقع قاعدة بيانات كرة القدم.إي يو (الإنجليزية)
- واتارو تاناكا على موقع Soccerway.com (الإنجليزية)
- واتارو تاناكا على موقع عالم كرة القدم.نت (الإنجليزية)